# 沃伊切赫·科瓦尔奇克
沃伊切赫·科瓦尔奇克（波蘭語：Wojciech Kowalczyk，1972年4月14日—），波兰男子足球运动员，司职前锋。他曾代表波兰国奥队参加1992年夏季奥林匹克运动会足球比赛，获得一枚银牌。